# Фаларезе (Витербо)
Фаларезе (итал. Fallarese) је насеље у Италији у округу Витербо, региону Лацио.
Према процени из 2011. у насељу је живело 23 становника. Насеље се налази на надморској висини од 212 м.